# 朝鲜半岛宗教

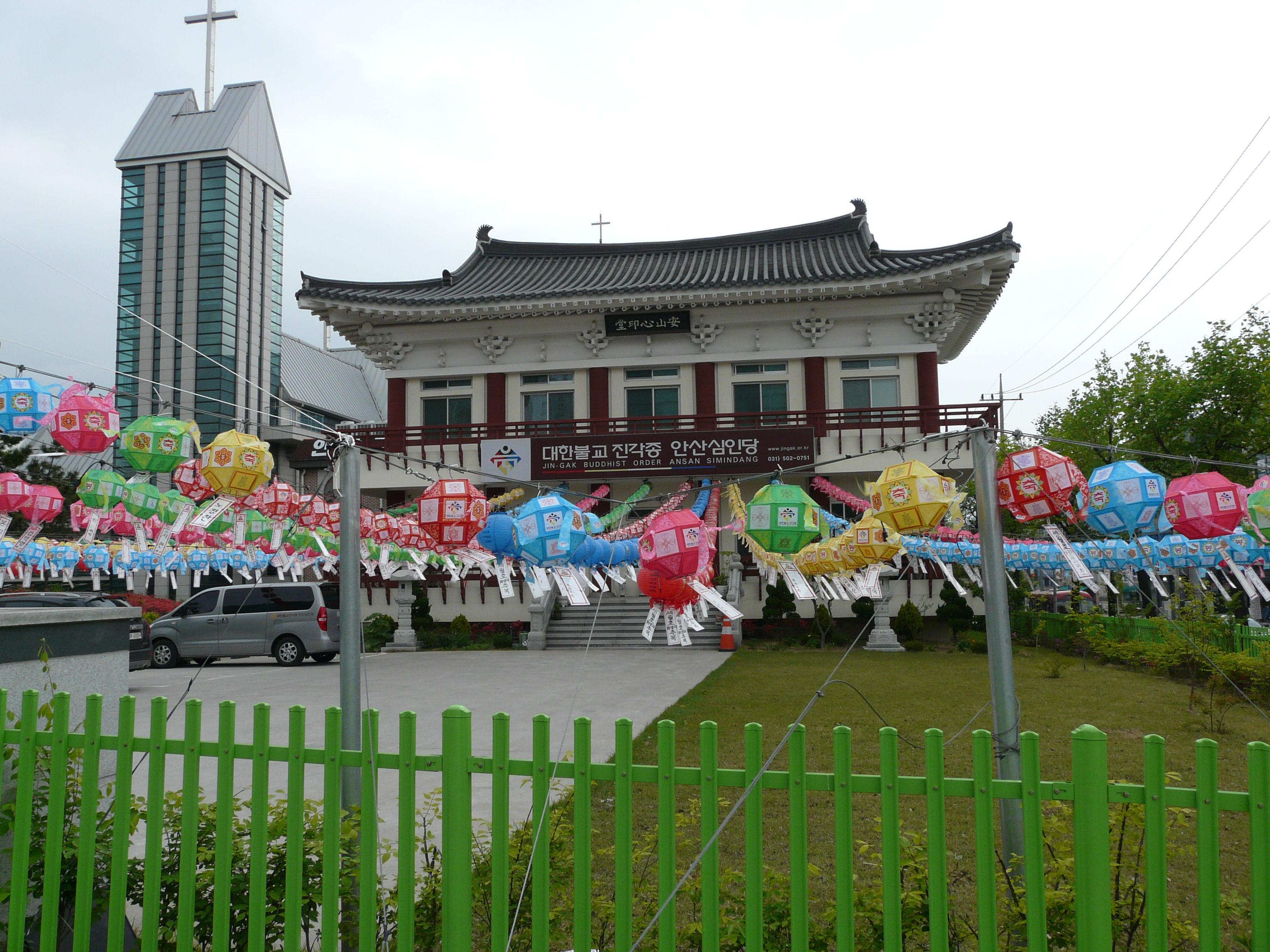
京畿道安山市的佛教寺庙和基督教礼拜堂

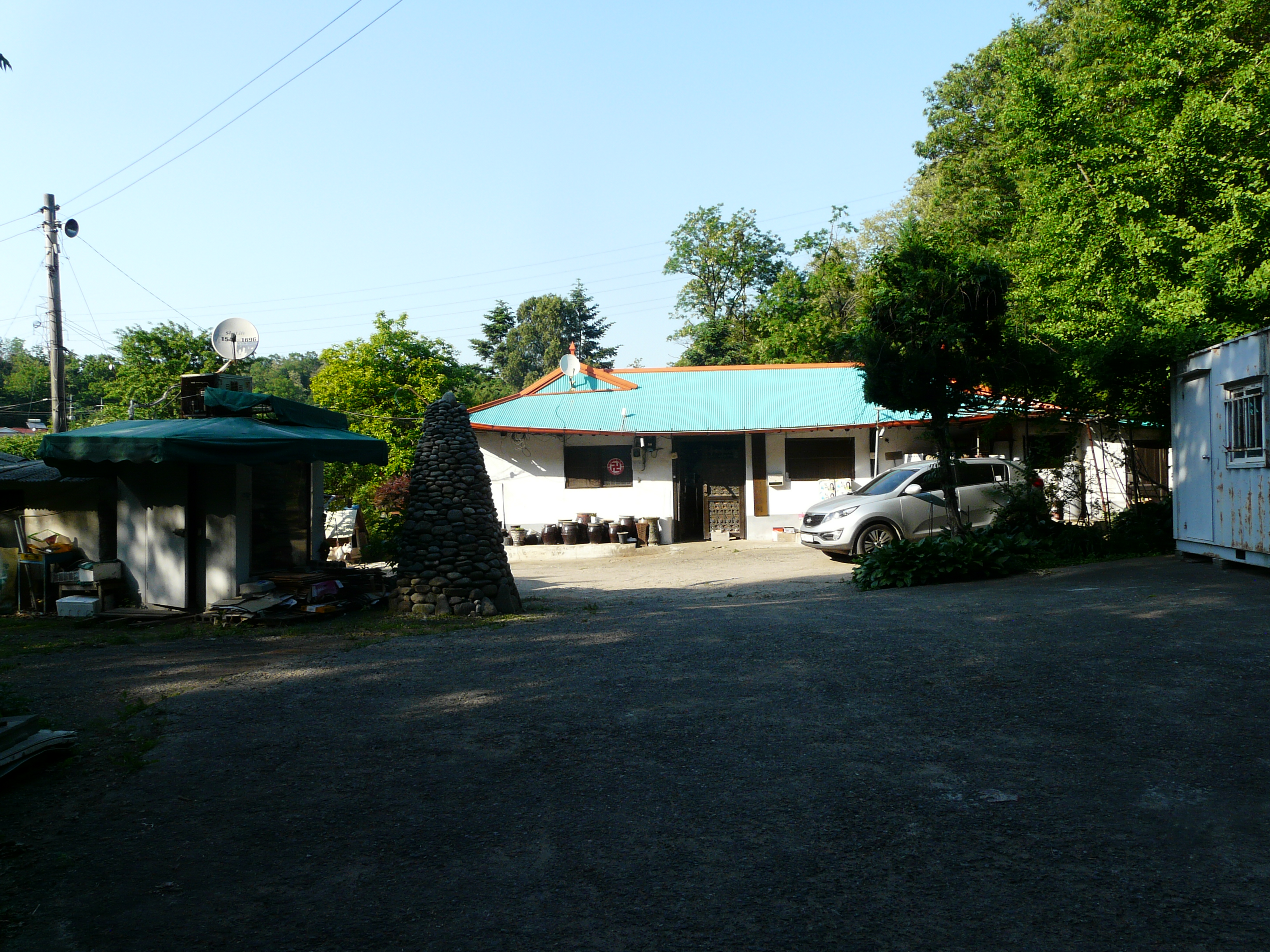
安山市的萨满教神殿

古往今来，朝鲜半岛有着各种流行的宗教传统。韩国最古老的土著宗教是韩国民间宗教（萨满教的一个版本），从史前流传至今。韩国佛教是在公元4世纪三国时代从中国传入韩国的，直到朝鲜王朝，当韩国儒学被确立为国家哲学。朝鲜王朝晚期，在19世纪，基督教开始在韩国站稳脚跟。虽然基督教和佛教都将在抗击日本占领朝鲜的上半年发挥重要作用到20世纪，然而1940年只有大约4%的韩国人是宗教组织的成员。
自1945以年，朝鲜半岛因受其不同的军事管理划分而最终分裂并成为两个主权国家，位于三八线以北的朝鲜和位于三八线以南的韩国——两国的宗教生活因不同的政治结构而出现分化。韩国宗教的特点是基督教兴起和佛教复兴，尽管大多数韩国人有无宗教信仰或信奉民间宗教。朝鲜宗教的特点是国家无神论，其中宗教自由名存实亡。宣扬朝鲜个人崇拜的主体思想被专家视为一种民族宗教。

## 历史

### 远古时代
在古代部落国家形成之前，自然物体和神灵像其他民族一样受到土著民族的崇拜。
树变娑罗树生子，熊虎化为人，传授哈努尔智慧避灾，大蒜和艾草· 鸢尾花是瑞草（瑞草）或呪草（呪草），主要有复活生命或驱魔的力量。另一方面，还有无形的山灵、水灵之类的万物有灵。此外，又是汉蔚的日月星辰神灵化了。换句话说，有对自然的崇拜和对万物有灵论的崇拜。在前者中，地球和哈努尔的物体和天体是信仰的对象，但这种信仰的基础是繁殖的概念。作为天王的桓雄不得不嫁给地球上的一只熊，檀君由此诞生。檀君再次出现夫卢，夫卢拥有金色青蛙的图腾。如果时代改变，图腾也会改变。
另外，新罗的姓族社会也是图腾社会，主张者成为天族出身的天王官，其出生是异生的。也就是在阳光下出生或从蛋里诞生。那个异生的诞生被信仰为祖灵或天神的重生。还有天王郎结合土著女人，土著信仰天族，其神族居住的地方就是“甘地”。在古代社会举行的迎考、同盟、舞天等祭祀是供奉在汉沃尔的神族在神土上举行的祭礼。现在天王郎成了司祭者。所以现在是神社，神社就是政事。正是图腾社会赋予了神政。

### 高丽
在新政社会，信仰传入了外来宗教。这一宗教是由建立在传统信仰基础上的统治者公章引进和传教的。具有古代国家体制的三国各自采用了外来宗教。因此，传统信仰和外来宗教共存。
在高句丽中，为了祈求祖先的冥福，建立祖庙或崇信日光三尊佛，希望住在净土中，土著人希望如来落地。
百济也在传统的朝灵信仰中加入了佛教的三尊佛信仰和药师如来信仰。这是一位佛祖，过去施放12大元，治疗这个世界众生的疾病，延长寿命，消灭灾祸，满足衣食，修行佛行，增得无上菩提的妙果。在这个信仰上，又增加了过去、现在、未来三劫中各有千佛出现的信念，以及阿弥陀佛的信念。 此佛从多国中选择一个大国，祈求建立一个理想国，并设置48个圈子，使他和其他人都能成佛。
在新罗中，佛教被李次敦在殉教时引起的奇迹所公认，与这个奇迹信仰一起，弥勒下生信仰和全伦圣王信仰在新罗社会扎根。弥勒下生信仰是佛灭后，由567亿岁统治。其统治者是理想的王子——全伦圣王。该王根据金银铜铁的4轮宝被称为“金轮王”或“同伦王”、“银轮王”等。根据这一佛教信仰，新罗的国土就是弥勒下生的国家，花郎、弥赛郎下凡给都率天的弥勒化身，花郎是讲述新罗国土百姓的弥赛尔化身，郎徒也被信奉为龙华香徒。
除此之外，观音信仰和密教的陀罗尼也被广泛普及到民间，成为普通常识。伴随着这种民歌式的佛教信仰，佛教在学术上得到了深入的研究，也被日本传教。但另一方面，传入的儒教未能从信仰上引导三国的普通民众。

### 高丽时代
高丽时期，宗教信仰特别容易盗窃，作为民间宗教，落入圣黄之神。 前一种信念，他试图推迟国家，而后一种信念，他试图解决民政问题。 圣黄堂成为祈子、招福、除厄的场所。 但高丽朝的国诗是以儒教政治理念为基础，将国家大业这一理想放在佛教上，遵守山水地理说的秩序，通过国中大会仪式，为享受君臣一体的和睦，将政策和机构制度化。从宗教制度来看，与儒教的过去一起设置僧科，在僧科中设置教宗线和禅宗线。升科合格者，授予僧侣资格，设法系。教宗有从大选到升统的阶级，禅宗有从大选到大选的法律界。承统和大选使有资格成为王师或国师，王师是国王的，国师是国家的顾问。另外，对于高丽初的儒教，成宗在国子监中设置了六学，即国子学、太学、四门学、律学、书学、产学。另外，为了对佛教团体进行国家管辖，靖宗在中央设置了僧录，并设置了都僧录、副僧录、僧正、僧杂等僧官。这可以说是新罗真兴王制定的在皇龙寺部署僧官的继承。
在高丽朝的全盛时期，佛教被合并为5教2种。因为九山是禅宗，所以被合并为曹溪宗。除了这些教团之外，还有道场、香岛的组织机构，还举行了经行、事经、灯笼、八关等活动。
但与佛教统合政策不同，高丽末期千泰宗分裂，再细分为总持宗等10多种。另外，仁宗在中央设6学，在各州县实行乡学制，同时限制了入学资格。文宗治世有九斋学堂夏果。另外，由于私塾的传入，经学也大行其道。
高丽王朝的历代国王不仅对佛教或儒教，对巫俗行使监督权或禁锢。进入朝鲜后，在高丽时期就有的星宿厅设国务，分为都武和宗武。并在岛内的东科署设立了收容病人和穷人的活人署，让武格对他们进行治疗或照顾穷人。像这样，国家让武格从事国家机关是从高句丽开始就有的事情。

### 朝鲜时代
据高丽时代记载，设立观相监，其下设明科学的教授和训导，负责占卜事。 但是,根据国王的不同,曾有过下达禁巫令或黜巫的事情。
朝鲜王朝初期采取宗教是佛教、政治是儒教的态度，但后来逐渐开始实行抑佛政策。 对佛教实行度牒制加以管制。 朝鲜王朝前期,休靜主张儒、佛、道三教在转迷示觉的一义上相互一致,从而实现了后期佛教的三教合一论的起源。 另外,还出现了像每月堂一样过着半儒半佛生活的儒学者。
从高句丽时期开始流传下来的道教在开城设立大淸观，汉城迁都后设立昭格殿，作为书院设立道流，担任三清、星辰的醮祭。 此外，民间还流传着对关王的崇拜。 占卜、秘记情鉴录在民间流传,隐遁、末世、易姓革命、命运等思想深入民间,出现了武击吸收佛教或道教思想一部分的现象。 最近迎来岁月的朝鲜王朝遇到了锁国政策引发的西方宗教传统问题。

#### 天主教
天主教从18世纪后期开始传入，但因以下原因被禁教。
- 用盐和水洗一次的罪，得到上帝的恩赐。
- 耶稣降为上帝,死后又升为上帝,被称为万物和民生的教父。
- 天主教教徒将父母称为肉身父母,无视孝行,将祖先的魂灵称为魔鬼,排斥祭祀为魔鬼的活动。
- 有阴阳二气必有夫妻,这是不变的原理。 他们把男女不嫁不娶假托为贞德,以下的人则男女杂居,扰乱风气。 前者会毁灭人类，后者会模糊人伦。 从无父无王到夫妻，还有什么可说的。 越是出现圣母、神父、领洗、坚振等多种名色,就越是像鬼怪一样的玩笑。

与儒教思想背道而驰的天主教被无视国家禁教令秘密潜入的传教者扩大势力,受到了己亥、申遗、丙午、丙寅等的迫害。 这种迫害不仅是因为朝廷无理的宗教政策,还因为天主教教徒发起的寻求宗教信仰自由的黄嗣永帛书事件等违背朝鲜儒教思想及其政策的行为而更加严重。

#### 东学
1896年，朝廷因内外局势而采取了对西方宗教的自由主义态度。 因此,不仅是天主教,普罗泰斯坦德的几个教派宗教也很容易进入。 在西学进入的逆境中,作为民族宗教出现了东学。 东学是为了排斥西学。 东学发生2年后,各地建立了接主(传教社)制度,还设立了接所,并发展到了加强教团组织。 一定时期成为天道教，由李敦化在思想上延伸至新人哲学。

### 日本殖民时期
日本殖民统治时期，朝鲜总督府对佛教适用《寺庙条例》和《本末寺法》，对儒林适用朝鲜总督府令，对基督教根据总督府的政策适用财团法人法，对韩国民族的固有宗教团体根据传教规则设立宗教以外，作为类似宗教团体。 总督府将神道（日本的多神教）、佛教、基督教认定为宗教，将儒林的成均馆视为经学院，适用社会教育法，将其视为社会教育机构。 文庙成为官币社的一种，鄕校被视为地方公共团体或地方教育机构。
根据这些规则,所有宗教团体都畏缩不前,走上了衰微的道路,但只有基督教例外。 另外，总督府强迫所有国民参拜神社，其参拜被新教的几名人士拒绝，参拜神社问题是在强迫韩国之前，由隶属于日本岐阜县大垣市的韩国教会的牧师家属引发，震惊了当时的社会。 当时参拜神社的同时还发生了天皇陛下和耶稣的踏绘事件。

## 现代

### 朝鲜民主主义人民共和国
解放时，朝鲜地区的宗教人口为天道教约150万人、佛教约37万5千人、新教徒约20万人、天主教约5万7千人，存在200多万宗教人士（占当时朝鲜地区人口的22.2%）。但由于政权的宗教扼杀政策，北韩的宗教人口大幅减少，2001年北韩政权向联合国人权理事会提交的报告书中记载了天道教1.5万人、佛教1万人、新教1.2万人、天主教800人等宗教人口共3万7800人。 据悉，各宗教的设施数分别为天道教堂800处、寺庙60处、教会2处、教堂1处。 但脱北者一致认为，在北韩，除了管制宗教活动之外，根本不可能进行宗教活动，宗教活动时一定会受到处罚。  国际社会指出,很多宗教人士在朝鲜民主主义人民共和国政治犯收容所受到人权镇压。

### 韩国萨满教（韩国民间宗教）

#### 韩国萨满教

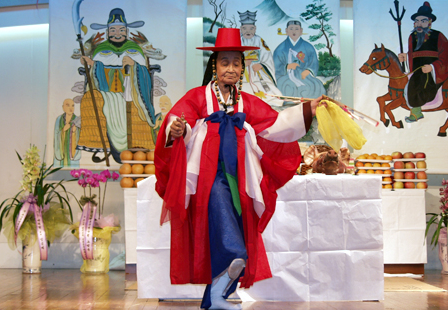
灵媒举行仪式安抚死者的愤怒灵魂

萨满教或民间宗教(韩语: 무속신앙, 무속, 或者 민간신앙; 汉字: 巫敎, 巫俗, 或者 民間信仰; museokshinang, museok, or minganshinang)是韩国最古老的宗教传统，可追溯到旧朝鲜。鉴于其古老的起源，虽然萨满教仍在实行，但它在今天被认为是相当异端和迷信的。 萨满通常是被称为“巫女”的女性（韩语：무당）。
围绕韩国萨满教有很多神话和传说，但今天，韩国人大多去萨满寻求建议，解释日期和预兆的重要性，确定夫妻的兼容性，或者获得福禄（韩语：부적 ; 汉字：符籍）或护身符，用来驱赶邪灵。
也就是说，萨满可以表演“仪式”（一种仪式性的舞蹈和歌曲，作为对神灵或祖先的祈祷，或净化仪式。